# Siegfried Reiner
Siegfried Reiner (* 10. Juli 1909 in Ragnit als Siegfried Reischieß; † 12. Dezember 1982 in München) war ein deutscher Basketballspieler und -funktionär.

## Laufbahn
Reiner (damals noch unter dem Nachnamen Reischieß) war Student in Breslau und Mitglied des VfB Breslau. 1935 begann er mit dem Basketballsport, im August desselben Jahres nahm er als Mannschaftsführer einer deutschen Basketball-Studentenauswahl, die aus „umgeschulten“ Handballern bestand, in Budapest an den Akademischen Weltspielen teil.
Bei den Olympischen Sommerspielen 1936 zählte er zum Aufgebot der deutschen Basketballnationalmannschaft und wurde in zwei Turnierspielen eingesetzt. Im Zuge einer staatlichen Strukturierung des Basketballsports in Deutschland wurde er 1936 Spielwart für Nordostdeutschland und unterstand damit dem Fachamt 4 Handball/Basketball des Deutschen Reichsbundes für Leibesübungen.
Nach dem Zweiten Weltkrieg gehörte er – mittlerweile unter dem Nachnamen Reiner – ab 1946 zu den Personen, die die Organisation des Basketballsports wiederaufnehmen. Reiner lebte inzwischen in München und war beruflich als Lehrer tätig. Er gehörte zu den Gründern der „Gesellschaft zur Förderung des Basketballspiels in Deutschland“, die am 16. November 1947 in Darmstadt ins Leben gerufen wurde und der Vorläufer des 1949 gebildeten Deutschen Basketball Bundes (DBB) war. Reiner wurde 1949 erster Vorsitzender des neugegründeten Verbandes und blieb bis 1953 im Amt.
Vom DBB und vom Bayerischen Basketball-Verband wurde ihm jeweils die Goldene Ehrennadel verliehen, 1976 wurde Reiner mit dem Bundesverdienstkreuz am Bande ausgezeichnet.